# ギター・スリンガー (ブライアン・セッツァー・オーケストラのアルバム)
『ギター・スリンガー』 (GUITAR SLINGER) とはアメリカのビッグ・バンド、ブライアン・セッツァー・オーケストラが1996年にリリースしたアルバム。
本作は、1995年に東芝EMIから11曲入りのアルバムとしてリリースされたが、その後、インタースコープと契約し、収録曲を大幅に入れ替え、アメリカで正式な2ndアルバムとしてリリースされた。1997年には、インタースコープ盤がフィンランドのアルバム・チャートで36位を記録している。また、2002年には日本のトイズファクトリーから15曲入りのコンプリート盤が発売された。

## 解説
プロデューサーにフィル・ラモーン、コンポーザーとしてブライアンの盟友であったジョー・ストラマーが参加した事で前作よりもロック色が強い作品となった。

## 収録曲
1. ハウス・イズ・ロッキン - The House Is Rockin'
2. フードゥー・ヴードゥー・ドール - Hoodoo Voodoo Doll
3. タウン・ウィズアウト・ピティ - Town Without Pity
4. ランブル・イン・ブライトン - Rumble In Brighton
5. ザ・マン・ウィズ・ザ・マジック・タッチ - The Man With The Magic Touch
6. (ザ・レジェンド・オブ)ジョニー・クール - (The Legend Of) Johnny Kool
7. ゴースト・レディオ - Ghost Radio
8. (エヴリタイム・アイ・ヒア)ザット・メロウ・サキソフォン - (Everytime I Hear) That Mellow Saxophone
9. バズ・バズ - Buzz Buzz
10. マイ・ベイビー・オンリー・ケアーズ・フォー・ミー - My Baby Only Cares For Me
11. ヘイ,ルイ・プリマ - Louis,Prima
12. サミー・デイヴィス・シティ - Sammy Davis City
13. ギター・スリンガー - Guitar Slinger
14. ロッキー・マウンテン・シェイクダウン - Rocky Mountain Shakedown
15. ホンキー・トンク - Honky Tonk